# 越知大権現
越知大権現（おちだいごんげん）は、越知山（福井県）の山岳信仰と修験道が融合した神仏習合の神であり、十一面観音菩薩・阿弥陀如来・聖観音菩薩を本地仏とする。越知山三所権現、越知山三所大権現ともいう。

## 概要
養老2年（718年）泰澄が越知山で修行している時に越知大権現の神験に遭ったのが、修験道場としての越知山の開山と伝承される。越知山は白山修験の支流の修験道場として発展し、泰澄が開基したと伝わる越智山大谷寺の本宮・奥の院・別山に、十一面観音菩薩・阿弥陀如来・聖観音菩薩の垂迹神である越知山三所大権現が発展した。
越知山大谷寺は越前国北ノ荘藩（福井藩）主であった結城秀康の祈願所とて中興されたため、江戸時代に信仰が盛んになった。

## 神仏分離・廃仏毀釈
明治維新による神仏分離・廃仏毀釈によって、修験道に基づく越知大権現は廃された。越知山三所大権現の神宮寺であった越知山大谷寺は越知神社と天台宗の越知山大谷寺に強制的に分離された。併せて、越知山の参道の石仏はことごとく破壊された。